# يوم الحساب (فلم)
يوم الحساب هو فيلم مصري عرض عام 1962، بطولة سميرة أحمد وعماد حمدي وكمال صلاح الدين وسميحة أيوب، ومن تأليف وإخراج عبد الرحمن شريف.

## قصة الفيلم
تعمل عنايات في ملهى ليلي وهي على علاقة بأمين عبد السلام الذي اختلس مبلغًا كبيرًا من المال ليتمكن من الانفاق عليها، وانتهى به الأمر في السجن وعندما يطلق سراحه يقرر أن ينتقم، فيتقرب من زوج عنايات وابنتها، يُقتل أمين عبد السلام ويتهم المحامي أحمد زوج عنايات بقتله، ويحكم عليه بالحبس لمدة خمسة عشر عامًا. استطاعت خلالها عنايات أن تخفي الحقيقة عن ابنتها، ثم تَلقى الأم حتفها إثر العدوان الثلاثي على مصر، وتجد سلوى (ابنتها) نفسها أمام مصيرها المؤلم، فانطلقت في البحث عن والدها، عملت مدرسة لدى أسرة غنية، فأحبها جمال وطلب منها الزواج. لكن أسرته رفضت لعدم معرفتهم لأصل سلوى، بل ويتم طردها من المنزل. فما كان من سلوى إلا أن تعمل راقصة في ملهى ليلي. تمر الأيام، ويقابل والد سلوى ابنته ولكنه لا يتعرف عليها، خاصة بعد أن غيرت اسمها إلى ياسمين، ينمو الحب بينهما ويطلب أن يتزوجها وتوافق وعندما يذهب إلى منزلها، يرى صورة لها ولوالدتها؛ فيدرك أنها ابنته. منذ ذلك الحين استطاعت سلوى أن تواجه أسرة جمال وتتزوجه. ولكن في ليلة الزفاف يظهر أمين لينتقم من جديد ويساوم أحمد ويطالبه بمبلغ من المال ثمن سكوته عن التصريح بحقيقة عنايات، والدة العروس، التي كانت تعمل كراقصة، يوافق الأب، أما أمين فيطمع في أكثر من ذلك، فيتشاجران ويطلق عليه أحمد النار، ثم يهرب، يلاحظ اختفاء الأب طوال ليلة الزفاف، بعد الحفل يقرر أن يسلم نفسه للشرطة ثم يحصل على البراءة وتقيد الواقعة «حالة دفاع عن النفس».

## طاقم التمثيل
- سميرة أحمد: (سلوى)
- عماد حمدي: (أحمد فتحي)
- كمال صلاح الدين: (كمال)
- سميحة أيوب: (عنايات)
- توفيق الدقن: (زناتي)
- فاخر فاخر: (وكيل النيابة)
- وداد حمدي: (جمالات)
- حسن حامد: (أمين عبد السلام)
- إبراهيم عمارة
- قطقوطة
- فتحية شاهين
- زوزو ماضي: (كوثر - والدة كمال)
- آمال رمزي: (آمال - أخت كمال)
- رجاء يوسف: (راقصة - ضيفة شرف)
- ناهد صبري: (راقصة)
- رشدي مرسي: (الفراش)
- ليندا بدوي: (الشاهدة)
- محمد شوقي: (مرزوق)
- حسين إسماعيل: (عامل الحديقة)
- محسن حسنين: (فرج - مسجون)
- أنور مدكور: (معاون المباحث)
- عباس الدالي: (البواب)
- عدوي غيث: (القاضي)
- عبد الحميد بدوي
- عبد المنعم سعودي
- عبد المنعم إسماعيل
- علي المعاون: (عوض - من رجال زناتي)
- محب كاسر: (المحامي)
- فايزة إبراهيم: (غناء)
- إكرام عزو: (سلوى وهي طفلة)
- ناهد كمال: (طفلة)
- مطاوع عويس: (فرد الأمن)
- طوسون معتمد: (شاويش السجن)

## فريق العمل
- إخراج: عبد الرحمن شريف
- تأليف: عبد الرحمن شريف
- مدير التصوير: زكريا منصور
- مونتاج: عبد العزيز فخري
- إنتاج: أفلام كمال صلاح الدين
- توزيع: أفلام إدوار خياط